# Conference of Presidents of Major American Jewish Organizations
Conference of Presidents of Major American Jewish Organizations (en català: Conferència de Presidents de les Principals Organitzacions Jueves Americanes, abreujat com COP) és considerat pels seus propis membres com "un punt de trobada central per als nord-americans i els israelians, i els líders de les altres nacions del món per a consultar sobre les qüestions que són d'interès fonamental per a la comunitat jueva". Sovint es denomina simplement la "Conferència de presidents". Actualment està formada per 51 organitzacions nacionals de jueus, la Conferència es reuneix amb freqüència per fer declaracions o per a reunir-se amb dirigents importants. La Conferència va ser fundada per promoure l'estat d'Israel entre el públic dels Estats Units, i aquesta sempre roman la seva principal tasca. La Conferència treballa juntament amb el Jewish Council for Public Affairs, i amb l'American Israel Public Affairs Committee, l'AIPAC.

## Història
La Conferència va ser creada el 1956 en resposta a les sol·licituds del president govern de Dwight David Eisenhower. La comunitat jueva nord-americana d'aleshores estava travessant un període de gran creixement en la quantitat de grups polítics similars (com el Comitè Jueu Americà i el Congrés Jueu Americà) i la creixent influència dels jueus en la política (en particular, el judaisme ortodox i el conservador. El govern d'Eisenhower volia un mètode més fàcil per mesurar l'opinió de la comunitat, sense haver d'entrar en llur política interna. La Conferència va establir una veu unificada per a la comunitat, que poden consultar els funcionaris del govern sobre qüestions importants. En els seus primers trenta anys, la Conferència va ser dirigida per Yehuda Hellman. Quan va morir l'any 1986, Malcolm Hoenlein li va succeir com a president. Hoenlein va prendre un paper molt més fort en la configuració de la política dels Estats Units, especialment a través del Poder Executiu. Tots els membres de la Conferència pertencen al Comitè Executiu de l'AIPAC.

## Llista d'organitzacions
En 2014, les organitzacions membres de la conferència de presidents eren les següents:
- Alpha Epsilon Pi. (AEPi). Fraternitat d'estudiants.
- American Committe for Shaare Zedek Medical Center in Jerusalem. Comitè Americà pel Centre Mèdic Shaare Zedek a Jerusalem.
- Ameinu. Our People. Ameinu. El Nostre Poble.
- American Friends of Likud - Amics Americans del Likkud.
- American Federation of Jewish Holocaust Survivors. Federació Americana de Supervivents Jueus del Holocaust.
- America-Israel Friendship League. Lliga d'Amistat Americana-Israeliana.
- American Israel Public Affairs Committee (AIPAC). Comitè Americà Israelià d'Afers Públics.
- American Jewish Committee. Comitè Jueu Americà.
- American Jewish Congress. Congrés Jueu Americà.
- American Jewish Joint Distribution Committee. Comitè Jueu Americà de Distribució Conjunta.
- American Sephardi Federation. Federació Sefardita Americana.
- American Zionist Movement. Moviment Sionista Americà.
- Americans for Peace Now. Americans per la Pau Ara.
- AMIT Children. AMIT Nens.
- Anti-Defamation League (ADL) Lliga Antidifamació.

- Association of Reform Zionists of America. Associació de Sionistes Reformistes d'Amèrica.
- B'nai B'rith International. B'nai B'rith Internacional.
- Bnai Zion. Els Fills de Sió.
- Central Conference of American Rabbis. Conferència Central de Rabins Americans.
- Cantors Assembly. Assemblea de Cantants.
- Committee for Accuracy in Middle East Reporting in America. (CAMERA). Comitè per la Veraçitat de la Informació sobre l'Orient Mitjà en Amèrica.
- Development Corporation for Israel. State of Israel Bonds. Corporació pel desenvolupament d'Israel. Bons de l'Estat d'Israel.
- Emunah of America. Emuna d'Amèrica.
- Friends of the Israel Defense Forces (FIDF). Amics de les Forces de Defensa d'Israel.
- Hadassah, the Women's Zionist Organization of America. Hadassah, l'Organització de Dones Sionistes d'Amèrica.
- Hebrew Immigrant Aid Society. (HIAS). Societat Hebrea d'Ajuda a l'Immigrant.
- Hillel International. Hillel: la fundació jueva per la vida en el campus.
- Jewish Community Centers of North America Association. Associació de Centres Comunitaris Jueus d'Amèrica del Nord.
- Jewish Council for Public Affairs. Consell Jueu d'Afers Públics.
- Jewish Institute for National Security Affairs. (JINSA). Institut Jueu per Afers de Seguretat Nacional.
- Jewish Labor Committee. Comitè Jueu del Treball.
- Jewish National Fund. Fons Nacional Jueu.
- Jewish Reconstructionist Federation. Federació Reconstruccionista Jueva.
- Jewish War Veterans of the United States of America. Veterans de Guerra Jueus dels Estats Units d'Amèrica.
- Jewish Women International. Dones Jueves Internacional.
- Jewish Federations of North America. Federacions Jueves d'Amèrica del Nord.
- Maccabi USA. Maccabi EUA.
- MERCAZ USA, Zionist Organization of the Conservative Movement. Organització Sionista del Moviment Conservador.
- NA'AMAT USA. Na'amat EUA. Aquest grup a donat suport a dones i nens d'Israel durant 80 anys.
- NCSEJ. National Coalition Supporting Eurasian Jewry. Coalició Nacional de Suport als Jueus d'Euràsia.
- National Council of Jewish Women. Consell Nacional de Dones Jueves.
- National Council of Young Israel. Consell Nacional del Jove Israel.
- World ORT - ORT in America. ORT Món. ORT en Amèrica.
- Rabbinical Assembly. Assemblea Rabínica.
- Rabbinical Council of America. Consell Rabínic d'Amèrica.
- Religious Zionists of America. Sionistes Religiosos d'Amèrica.
- Union for Reform Judaism (URJ). Unió pel Judaisme Reformista.
- Union of Orthodox Jewish Congregations of America (Orthodox Union) (OU). Unió de Congregacions Jueves Ortodoxes d'Amèrica. (Unió Ortodoxa).
- United Synagogue of Conservative Judaism (USCJ). Sinagoga Unida del Judaisme Conservador.
- Women's International Zionist Organization (WIZO). Organització Internacional de Dones Sionistes.
- Women's League for Conservative Judaism. Lliga de Dones pel Judaisme Conservador.
- Women of Reform Judaism. Dones del Judaisme Reformista.
- Workmen's Circle (Arbeter Ring). Cercle de Treballadors.
- World Zionist Organization. Organització Sionista Mundial.
- Zionist Organization of America (ZOA). Organització Sionista d'Amèrica.